# 矿大文昌校区站
矿大文昌校区站是徐州地铁3号线的地铁站，位于中华人民共和国江苏省徐州市泉山区解放南路与金山东路交叉口，于2021年6月28日开通。

## 车站结构
矿大文昌校区站沿解放南路南北设置，为地下二层岛式站台车站，车站长466.7米，宽19.7米，车站地下一层为站厅层，地下二层为站台层，站台设置全高站台门。车站北侧设有两条存车线。
| 地面              | 出入口 | 1、2、3出入口                                                                                             |
| 地下一层          | 站厅   | 客服中心、自动售票机、验票机                                                                              |
| 地下二层          | 站台   | \| \| \| █ 3号线往振兴大道（淮塔） \| \| 島式 · 開左邊车门 \| \| \| \| \| \| █ 3号线往银山（南三环路） \| |
|                   |        | █ 3号线往振兴大道（淮塔）                                                                                 |
| 島式 · 開左邊车门 |        | |
|                   |        | █ 3号线往银山（南三环路）                                                                                 |

## 车站出口
矿大文昌校区站共设3个出入口，各出口及周围设施如下所示：
| 出口编号            | 照片 | 出口指示         | 建议前往的目的地 |
| ------------------- | ---- | ---------------- | ---------------- |
| 1 · 出口            |      | 金山东路（南侧） | 三胞广场         |
| 2 · 出口 · （设有） |      | 金山东路（北侧） |                  |
| 3 · 出口            |      | 金山东路（南侧） | 科技大厦         |
| 图例： 设有         |      |                  |                  |

## 接驳交通

### 公交车
- 矿业大学：11路，11路附，19路，35路，36路，41路，61路，69路，72路夜，79路，199路
- 大学城：41路，51路，69路，78路，78路区间
- 矿大北门：35路，36路，64路，78路，79路

## 车站历史
本站工程名为科技广场站，公示站名为中国矿业大学文昌校区站，正式站名为矿大文昌校区站，以车站临近的中国矿业大学文昌校区命名。
- 2017年3月16日，车站三胞段主体结构封顶[5]。
- 2019年12月14日，车站主体结构封顶[6]。
- 2021年6月28日，车站随3号线一期通车开通[1]。